# الاحتجاجات الإيرانية 2016-2021

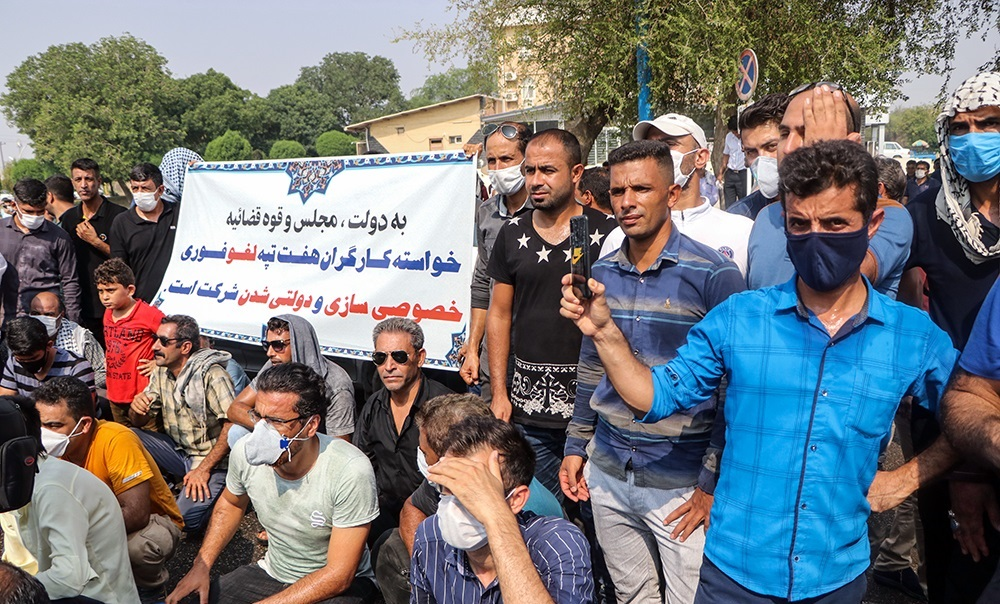
احجاجات في هفت تبة والسوس في ايران

المظاهرات الإيرانية هي سلسلةٌ متواصلةٌ من الاحتجاجات والقمع الحكومي المندلعة على نطاق وطني في إيران منذ عام 2016. نشبت الاحتجاجات الرامية إلى خلع النظام في إيران لأسباب عدة، كانخفاض قيمة المرتبات والأجور، والبطالة، والتضخم، والفساد الحكومي، وأزمات شح المياه المستمرة، والأداء الحكومي في احتواء جائحة كورونا، إضافةً إلى الروح الفارسية القومية عند المحتجين.

## خلفية
شملت سلسلة الاحتجاجات كلًا من ثورة قورش الكبير في 2016، وتظاهرات 2017-2018، والتظاهرات والإضراب العام 2019-2020، وتظاهرات يناير في 2020 على خلفية إسقاط الرحلة الأوكرانية 752، وتظاهرات 2019-2020، وتظاهرات 2021. قوبلت الاحتجاجات المذكورة بعنف من قبل السلطات الإيرانية، الأمر الذي أودى بحياة 1,500 متظاهرًا في انتفاضة نوفمبر عام 2019، إضافةً إلى القمع العنيف للمظاهرات في مدينة معشور. إضافةً إلى مطالب إسقاط النظام، تهدف حركة الاحتجاج إلى معالجة مشكلات الفقر، والاقتصاد، والفساد الاقتصادي، وتنادي خصوصًا برفع مستوى الأجور، [بحاجة لمصدر] والمعاشات التقاعدية.

## حركة الاحتجاج

### احتجاجات يناير 2020، وبداية تجدد المظاهرات والاضطرابات
نظمت احتجاجات يناير من قبل سائقي سيارات الأجرة والحافلات في طهران، وتصاعدت معها الاحتجاجات المناهضة للنظام، وكان أعلى صدى لهتافٍ فيها هو «الموت للمسؤولين الفاسدين». شارك العمال الموسميون في مريوان في الإضراب كذلك، متحدين ضد هجمات عناصر الأمن والتخويف الذي هدف إلى إخماد الاحتجاجات الجماهيرية؛ التي اندلعت بسبب الضائقة الاقتصادية في 24 يناير. شهدت كلٌ من كنجان وسندج احتجاجات وإضرابات من قبل عمال النفط وقطاعات أخرى، إذ أدت الاحتجاجات إلى أكثر من خمس حالات إغلاق لمواقع العمل بوساطة العاملين لعدم استلامهم مرتباتهم. شهدت مدينة كاكي احتجاجات بسبب أزمات قلة المياه والوقود، التي أثارت سخط السكان المحليين أيامًا. احتج موظفو مصنع البتروكيماويات في معشور على عدم تسديد رواتبهم وعلى الردود غير اللائقة التي قوبلوا بها حينما طالبوا بذلك. شهدت إسلام أباد غرب تظاهراتٍ من قبل عمال سكك الحديد لعدم تسديد رواتبهم لخمسة شهورٍ، وإيقاف مشروعهم الإنشائي الرئيس من قبل قوات الأمن. تظاهر مئات العملاء بنحو دوري بمسيرات منظمة، بسبب انهيار سوق الأسهم والبنك المركزي في طهران. أحاط مئات المزارعين بالمباني الحكومية في أصفهان، واحتشدوا مرارًا وتكرارًا بسبب الظروف السيئة التي يواجهونها. لاحقًا، انتشرت الاحتجاجات إلى خوزستان والأحواز، وقوبلت بردود عنيفة من قبل قوات الأمن. في أهواز (الأحواز) وجرجان، نظم السكان المحليون المسيرات احتجاجًا على سجن المتظاهرين، وطالبوا الرئيس حسن روحاني بالتنحي. في خوزستان، أضرب سائقو الحافلات احتجاجًا على تدني أجورهم وارتفاع أسعار قطع غيار حافلاتهم.

### فبراير 2020
في أواخر يناير وفي فبراير، وبمشاركة المتقاعدين، والعمال، والموظفين، والمزارعين، وعمال المصانع والمناجم، اندلعت تظاهرات ومسيرات احتجاجية، وإضرابات، وحملات تظاهر وإضراب مختلفة في أنحاء مدينة بندر لنجة؛ في حالة احتجاج على تأخير رواتبهم وتأميناتهم التي طال انتظارها. نظم الآلاف من عمال الموانئ والعديد من عمال البلديات احتجاجات لرفع رواتبهم وإطالة مدد تأميناتهم. نظم عمال البلدية في جبل ألوند، الذين لم يتسلموا رواتبهم لفترة طويلة، تظاهراتٍ احتجاجيةٍ وتجمهروا لأسابيع خلال شهري يناير وفبراير. في خوزرتان، تظاهر عمال العقود على ظروف العمل غير المستقرة والأجور المنخفضة، بينما نظم عمال البتروكيماويات في أبادانا تجمعات احتجاجية، وألقوا الخطب التحريضية، ونظموا الاجتماعات، وحملات المقاطعة داخل الشركات التي عملوا فيها. تظاهر عمال المصانع في همدان ضد عدم تمرير قوانين التقاعد المبكر. احتشد العمال المتقاعدون في شيراز مع مجموعاتٍ من العمال في مشهد في مظاهراتٍ ضد الأجور القليلة والوعود الزائفة. شهدت أهواز (الأحواز) وجلكون حشودًا نظمت تجمعات احتجاجية، وقطعًا للشوارع بالإطارات المحترقة، وحصارًا لأسابيع؛ مطالبين بمعالجة مشكلات انخفاض الأجور والوعود الزائفة.